# USS Brooklyn (CL-40)
USS Brooklyn (CL-40) là một tàu tuần dương hạng nhẹ của Hải quân Hoa Kỳ, là chiếc dẫn đầu của lớp tàu tuần dương Brooklyn bao gồm bảy chiếc. Nó là chiếc tàu chiến thứ ba của Hải quân Mỹ mang cái tên này, vốn được đặt theo Brooklyn, New York thuộc tiểu bang New York. Con tàu đã tham gia Chiến tranh Thế giới thứ hai tại khu vực Đại Tây Dương và Địa Trung Hải; và sau khi chiến tranh kết thúc, nó được chuyển cho Hải quân Chile vào năm 1951 dưới tên gọi O'Higgins và tiếp tục phục vụ cho đến năm 1991. Nó bị chìm đang khi được kéo đến xưởng tháo dỡ vào năm 1992. Brooklyn được tặng thưởng bốnNgôi sao Chiến trận do thành tích phục vụ trong Thế Chiến II.

## Thiết kế và chế tạo
Brooklyn  được đặt lườn vào ngày 12 tháng 3 năm 1935 tại Xưởng hải quân New York; được hạ thủy vào ngày 30 tháng 11 năm 1936; được đỡ đầu bởi cô Kathryn Jane Lackey, con gái Chuẩn Đô đốc Frank R. Lackey; và được cho nhập biên chế vào ngày 30 tháng 9 năm 1937 dưới quyền chỉ huy của hạm trưởng, Đại tá Hải quân William D. Brereton, Jr.

## Lịch sử hoạt động

### Những năm giữa hai cuộc thế chiến
Brooklyn tham gia hạm đội tại khu vực kênh đào Panama vào nữa sau năm 1938, được phân về Hải đội Tuần dương 8 và tham gia các hoạt động thường xuyên cùng hạm đội cho đến tháng 4 năm 1939. Vào giữa tháng 4, nó quay trở về Hoa Kỳ tham gia lễ khai mạc Hội chợ Quốc tế New York 1939 vào ngày 30 tháng 4 năm 1939. Đến ngày 23 tháng 5, Brooklyn được lệnh đi đến nơi xảy ra thảm họa của tàu ngầm USS Squalus cách 6 mi (9,7 km) về phía Nam đảo Shoals, New Hampshire.
Cho đến ngày 3 tháng 6, nó hoạt động như là tàu căn cứ cho các hoạt động cứu hộ và trục vớt. Brooklyn sau đó di chuyển đến khu vực bờ Tây Hoa Kỳ, nơi nó tham gia Hạm đội Thái Bình Dương và tham dự lễ khai mạc Triển lãm Quốc tế Golden Gate vào ngày 18 tháng 2 năm 1940. Nó phục vụ tại khu vực bờ Tây cho đến ngày tháng 3 năm 1941, khi nó khởi hành cho chuyến đi viếng thăm thiện chí và huấn luyện đến khu vực Nam Thái Bình Dương. Đến tháng 5, nó rời Trân Châu Cảng đi sang khu vực bờ Đông Hoa Kỳ nơi nó tham gia Hạm đội Đại Tây Dương. Từ ngày 1 đến ngày 7 tháng 7 năm 1941, nó hộ tống đoàn tàu vận tải chuyển lực lượng Thủy quân Lục chiến đến Reykjavík, Iceland. Trong thời gian còn lại của năm 1941, Brooklyn tham gia hộ tống các đoàn tàu vận tải và nhiệm vụ Tuần tra Trung lập.

### Chiến tranh Thế giới thứ hai
Cùng với việc Hoa Kỳ tham gia Chiến tranh Thế giới thứ hai, Brooklyn lên đường từ Bermuda để tuần tra tại khu vực biển Caribbe. Vào tháng 4 năm 1942, nó được giao nhiệm vụ hộ tống các đoàn tàu vận tải đi lại giữa Hoa Kỳ và Anh Quốc. Trong một chuyến đi như vậy vượt Đại Tây Dương vào ngày 3 tháng 9, chiếc USS Wakefield (AP-21) gặp hỏa hoạn và phải bị bỏ lại. Brooklyn đã cứu vớt 1.173 binh lính trên chiếc Wakefield. Mặc dù bị hư hại nặng, Wakefield được kéo về cảng an toàn và được sửa chữa.
Ngày 24 tháng 10 năm 1942, Brooklyn khởi hành từ Norfolk, Virginia đi đến Bắc Phi. Vào ngày 8 tháng 11, nó bắn phá các vị trí trên bờ để hỗ trợ cho cuộc đổ bộ lên Fedhala trong khuôn khổ Chiến dịch Torch. Trong trận chiến, nó bị bắn trúng một quả đạn pháo tịt ngòi từ một khẩu đội pháo phòng thủ duyên hải, làm hư hại hai khẩu pháo trên chiếc tàu tuần dương và khiến năm thành viên thủy thủ đoàn bị thương. Sau trận Hải chiến Casablanca, Brooklyn rời Casablanca quay về bờ Đông Hoa Kỳ vào ngày 17 tháng 11 năm 1942. Từ tháng 1 đến tháng 7 năm 1943, nó thực hiện ba chuyến hộ tống đoàn tàu vận tải từ Hoa Kỳ đến Casablanca, rồi sau đó di chuyển đến Địa Trung Hải nơi nó đảm nhiệm các vai trò hộ tống và bắn pháo hỗ trợ trong cuộc đổ bộ lên Sicilia từ ngày 10 đến ngày 14 tháng 7.
Tiếp tục ở lại khu vực Địa Trung Hải, Brooklyn sau đó hỗ trợ cho các cuộc đổ bộ Anzio-Nettuno từ ngày 22 tháng 1 đến ngày 9 tháng 2 năm 1944, còn được biết đến dưới tên gọi Chiến dịch Shingle. Từ ngày 13 đến ngày 23 tháng 5, nó tham gia cuộc bắn phá khu vực Formia-Anzio rồi tiến hành các cuộc thực tập nhằm chuẩn bị cho việc tấn công miền Nam nước Pháp. Ngày 15 tháng 8, Brooklyn góp phần vào việc dội hải pháo nặng nề mở đầu cho cuộc đổ bộ lực lượng Đồng Minh lên bờ biển phía Nam nước Pháp. Nó tiếp tục hoạt động tại khu vực Địa Trung Hải cho đến ngày 21 tháng 11, khi nó khởi hành từ Sicilia để quay về New York, đến nơi vào ngày 30 tháng 11.

### Sau chiến tranh
Từ tháng 12 năm 1944 đến tháng 5 năm 1945, Brooklyn trải qua đợt đại tu và cải biến rộng rãi tại Xưởng hải quân New York. Từ tháng 5 đến tháng 9 năm 1945, nó tiến hành luyện tập dọc theo bờ Đông Hoa Kỳ, rồi sau đó đi đến Xưởng hải quân Philadelphia để chuẩn bị ngừng hoạt động. Nó được đưa về lực lượng dự bị vào ngày 30 tháng 1 năm 1946 và được cho xuất biên chế vào ngày 3 tháng 1 năm 1947.

### Phục vụ cùng Hải quân Chile
Vào ngày 9 tháng 1 năm 1951, Brooklyn được chuyển cho Hải quân Chile trong khuôn khổ Chương trình Trợ giúp Phòng thủ Tương hỗ, nơi nó được đổi tên thành O'Higgins theo tên một trong những nhà sáng lập đất nước này Bernardo O'Higgins, và đã tiếp tục phục vụ thêm 40 năm nữa. Nó bị bán để tháo dỡ vào năm 1992, nhưng đã bị đắm ngoài khơi đảo Pitcairn trong khi đang được kéo đến xưởng tháo dỡ ở Ấn Độ.

## Phần thưởng
Brooklyn được tặng thưởng bốn Ngôi sao Chiến trận do thành tích phục vụ trong Chiến tranh Thế giới thứ hai.
| Bronze star |                                                       |
|             | Bronze star · Bronze star · Bronze star · Bronze star |

| Dãi băng Hoạt động Tác chiến  | Dãi băng Hoạt động Tác chiến                                                 | Huân chương Phục vụ Phòng vệ Hoa Kỳ với 1 Ngôi sao Chiến trận                | Huân chương Phục vụ Phòng vệ Hoa Kỳ với 1 Ngôi sao Chiến trận |
| Huân chương Chiến dịch Hoa Kỳ | Huân chương Chiến dịch Châu Âu-Châu Phi-Trung Đông với 4 Ngôi sao Chiến trận | Huân chương Chiến dịch Châu Âu-Châu Phi-Trung Đông với 4 Ngôi sao Chiến trận | Huân chương Chiến thắng Thế Chiến II                          |